# Оздоблення фасадів

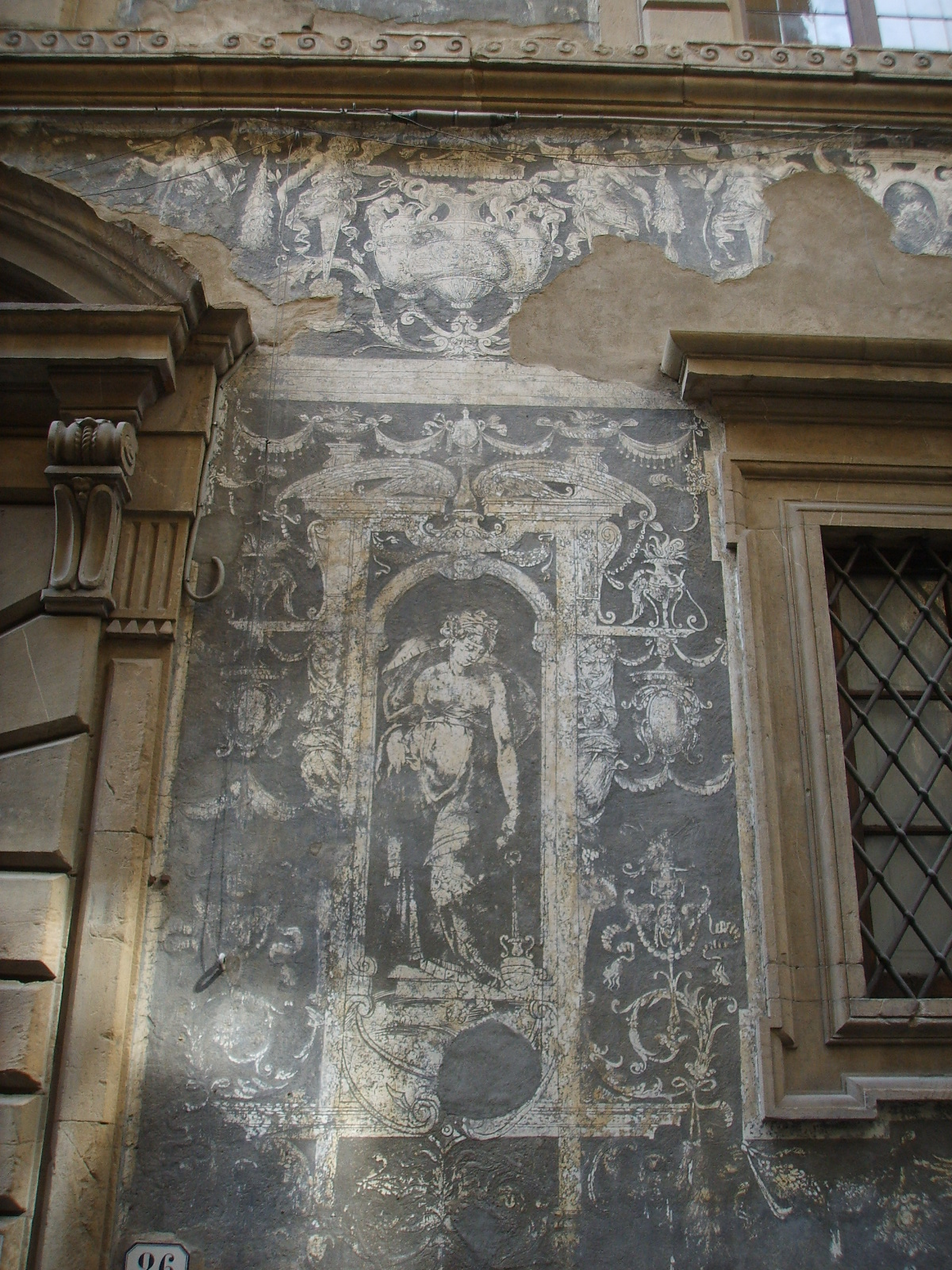
Палаццо Рамірес в Монтальто, грізайль роботи Джорджо Вазарі на фасаді

Декорати́вне оздо́блення фаса́дів — складова комплексу фасадних робіт, один із способів надати індивідуальність оселі та покращити її експлуатаційні характеристики. Поряд з чисто зовнішньою, декоративною функцією, оздоблення виконує ряд найважливіших завдань по захисту систем будинку від негативних впливів довкілля. Облицювання зовнішньої «коробки» будівлі має також культурне та естетичне значення і є свідоцтвом архітектурного смаку господаря та архітектора. Оздоблення фасадів — це мистецтво, що включає безліч напрямків і стилів. Через оформлення фасадів можна надати будинку сучасного вигляду, класичного стилю, зробити його у виді старовинного замку, прикрасити ліпниною в стилі бароко тощо.
.

## Оздоблення фасадів сучасні
Впровадження сучасних будівельних технологій, застосування в будівництві полімерів у багато разів розширило можливості при оздобленні фасадів будинку. За останнє десятиліття на ринку з'явилося багато нових матеріалів і технологій.

### Матеріали

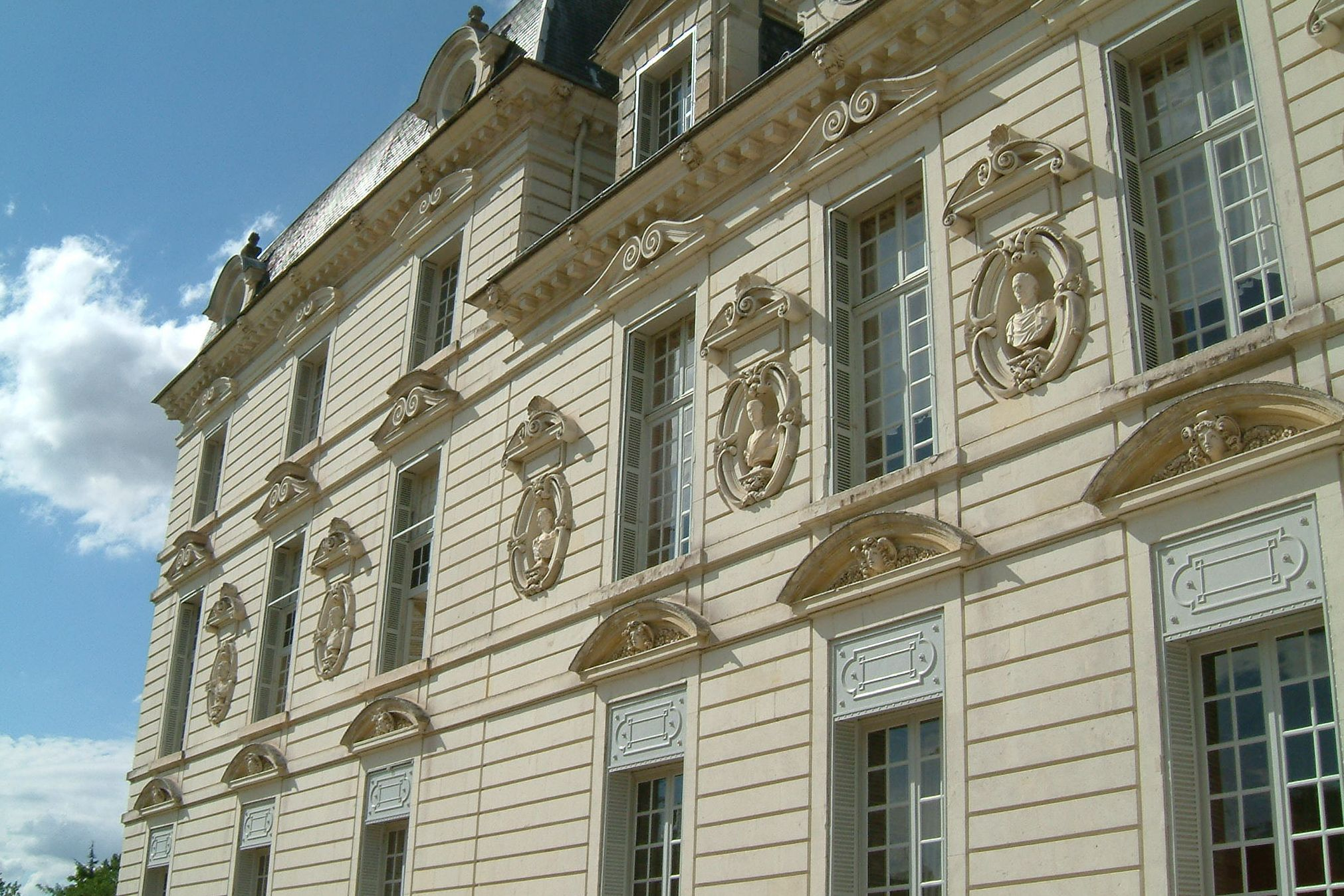
Франція, Замок Шеверні, XVII ст., горизонтальний руст і декоративні оздоби

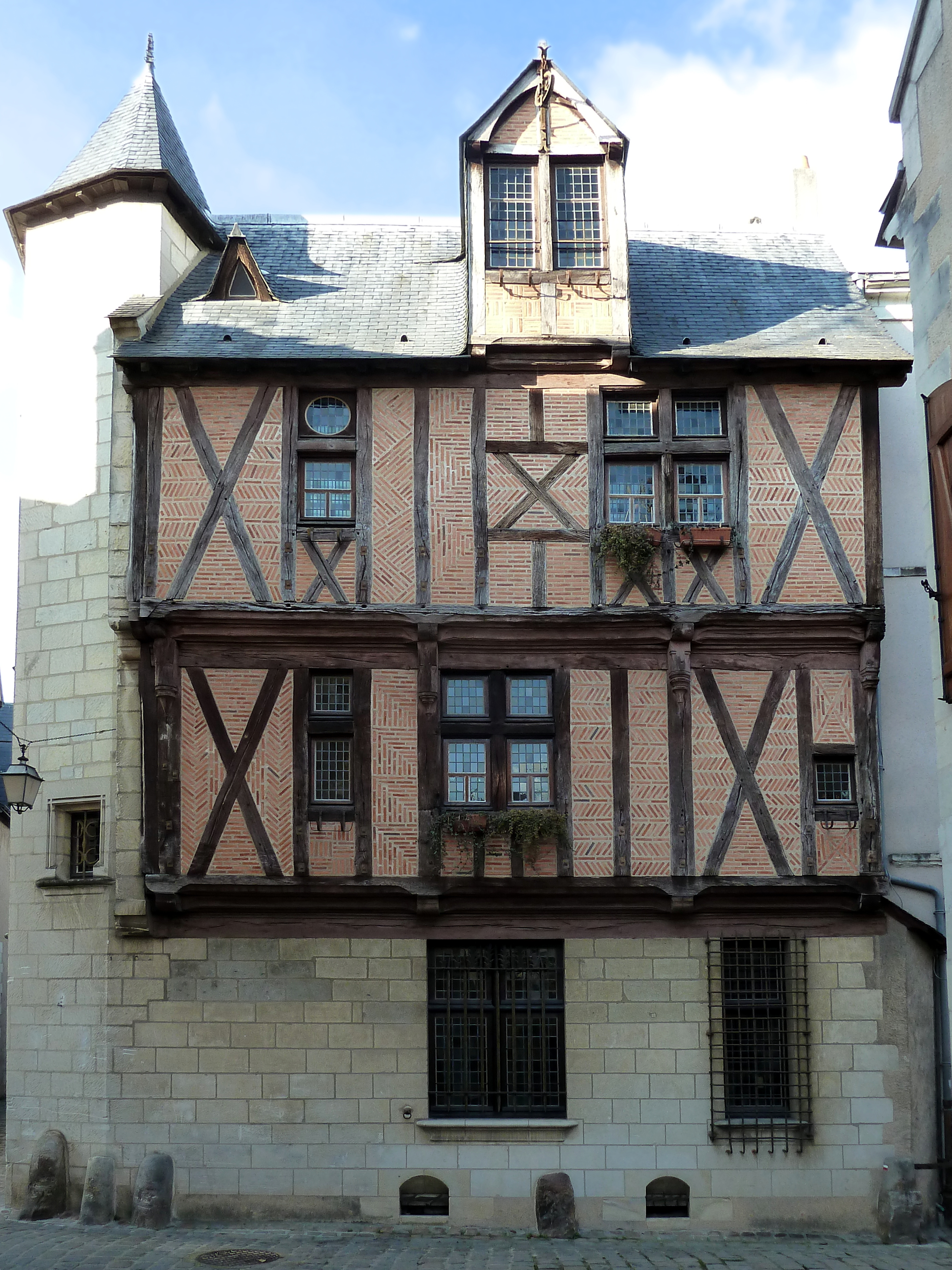
Фахверк

Існує кілька видів захисно-декоративного оздоблення фасадів. Перш за все ці роботи розрізняються по виду застосовуваних матеріалів, а саме:
- декоративний камінь. Самий невибагливий матеріал. Декоративний камінь вимагає найвищої кваліфікації як дизайнера, що включає в композицію камінь, так і робочих втілюють його проект в реальність.
- декоративні елементи з пінополістиролу. Застосування цього матеріалу для декоративного оздоблення фасаду дозволяє значно спростити багато технічних питань, пов'язаних з обробкою, і цілком зосередити увагу на втіленні найсміливіших ідей і рішень, які обмежуються лише фантазією.
- фасадні штукатурки. Застосовуються в різних поєднаннях і фактурах. Для зовнішніх робіт застосовуються спеціальні штукатурки: фасадна штукатурка.

Найдревніший, перевірений часом матеріал для оздоблення фасадів, який існує з часів зведення Вавилонської вежі і Єгипетських пірамід, — керамічна плитка. До особливого виду обробки зовнішніх стін будинку відноситься фасадна декоративна штукатурка. Також використовуються облицювальна цегла, яка дозволяє побудувати будинок з естетично непривабливих матеріалів, наприклад, з шлакоблоків, але обробити його облицювальною цеглою, який додасть споруді дорогий і солідний вигляд. Для оздоблення фасаду використовується також натуральний камінь.
Незважаючи на різні думки про те, що дерево нестійкий до погодних дій матеріал, його як і раніше продовжують використовувати для оздоблення фасадів будинків, але переважно в тих випадках, коли і сам остов будівлі є дерев'яним або щитовим. Оздоблення фасаду деревиною зводиться, як правило, до оздоблення будинку дерев'яною дошкою того або іншого профілю, наприклад, вагонкою або блок-хаузом.
При оздобленні фасадів будинків сьогодні як і раніше застосовується природний камінь, найчастіше граніт або пісковик, декоративні штукатурки, що часто мають структурні наповнювачі або армування мікрофіброю, барвники на акриловій та водній основі, архітектурний декор на основі гіпсу та інші матеріали і вироби.
Останнім часом для оздоблення фасаду використовують теплоізоляційні фасадні системи (утеплювачі).

#### Пінополістирол
Пінополістирол найчастіше використовується як утеплювач, проте все частіше в сучасній практиці з нього виготовляють декоративні оздоблювальні елементи: фризи, молдінги, декоративні накладки та інші фасадні архітектурні елементи. Пінополістирол відрізняється легкістю, екологічністю, зручний в монтажі. Його використання при оздобленні фасаду дозволяє зменшити витрати та скоротити терміни проведення оздоблювальних робіт. Пінополістирол — добрий звукоізолятор. Проте, частина спеціалістів відносить до його недоліків малу механічну міцність і недостатню перевірку часом.

#### Оздоблення фасадів сайдингом
Замість дерев'яної вагонки при оздобленні фасадів все частіше застосовують сайдинг. Зазвичай така фасадна система (профіль) виготовляється з полімерних матеріалів, найчастіше з вінілу, але може бути з металу або ущільненого пінопласту. Монтується сайдинг на тримальний каркас і застосовується в основному для малоповерхівок. Часто простір між тримальною стіною і облицюванням заповнюють утеплювачем, який додатково ізолюється паробар'єром. Оздоблення фасаду будинку сайдингом відносно недороге, однак погано поєднується з іншими видами оздоблення. Оздоблення сайдингом не допускає використання якого-небудь зовнішнього декору.

## Декоративні елементи фасадів

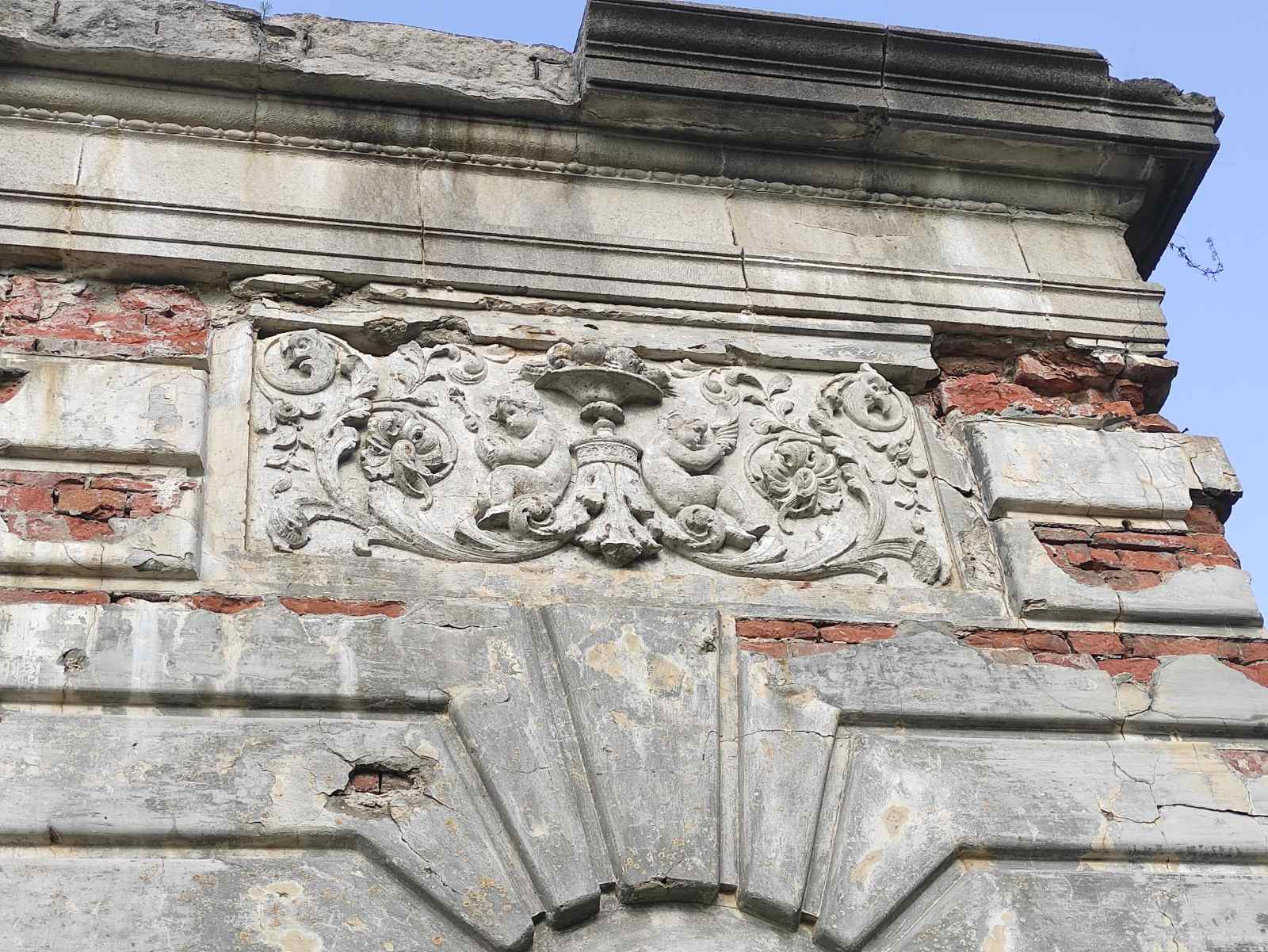
Елемент фасаду замку Терещенка, початок ХХ ст

Декоративні елементи фасадів набувають у сучасному будівництві все більшого значення. Похмурі і одноманітні фасади пішли в минуле, на сучасному етапі в моді оригінальність — використання декоративних елементів може надати неповторний архітектурний вигляд як давнім, так і будівлям, що реконструюються.
Декоративні елементи фасаду можуть бути представлені як традиційними елементами: карнизи, сандрики, наличники, відкоси, балюстради, колони, ротонди, пілястри, бази, капітелі, фільонки, замкові камені, рустові камені, цокольні камені тощо, так і виконаними на замовлення оригінальними виробами.

### За способом виробництва робіт
За способом виробництва робіт по влаштуванню декоративні елементів фасадів їх можна розділити на два види:
- монолітні;
- накладні;

Монолітні декоративні елементи фасадів виготовляються в процесі будівництва (рідше ремонту) будинку за допомогою спеціально виготовленої опалубки для бетонних форм. Опалубку встановлюють у необхідному місці і заливають підготовленою сумішшю, після затвердіння отримують необхідний елемент декору. Моноліт дозволяє втілити в життя найсміливіші ідеї архітекторів і декораторів, виконати фасад будь-якої складності — можливості його використання практично безмежні. Це вельми надійний і довговічний вид декоративних елементів. При цьому виробництво таких робіт досить трудомістка й витратна.
Накладні декоративні елементи фасадів надходять на будівництво в готовому вигляді і, за допомогою спеціальних пристосувань, згідно з дизайн-проектом кріпляться до стіни. Це більш легкий спосіб виробництва робіт, що дозволяє, до того ж, змінити стиль і архітектурний вигляд будинку, що часто використовується при ремонті і реконструкції.

## Процеси, що застосовуються при виробництві фасадних робіт
Декоративне оздоблення фасадів за видами процесів, що застосовуються при виробництві фасадних робіт, так само може бути розділене:
- Мокрі фасади. Тобто фасади, при виробництві яких застосовуються процеси, пов'язані з водою. Виходячи з цього, процес бетонування фундаменту можна віднести до мокрих;
- Вентильовані фасади. За таких видах робіт старий фасад будівлі закривається плитами (гранітними, скляними, фібробетонними тощо). Між новим фасадом і старими стінами утворюється простір, який можна вентилювати і підтримувати в ньому оптимальні умови. Саме тому такий тип фасадів називається вентильованими.